# Musée du Greco (Grèce)
Pour les articles homonymes, voir Musée du Greco.
Le musée de Le Greco (en grec moderne : Μουσείο Δομήνικου Θεοτοκόπουλου / Mouseío Domínikou Theotokópoulou) est situé à la lisière du village de Fódele, en Crète, à l'ouest de la ville d'Héraklion. Il célèbre le peintre maniériste Le Greco, Domeníkos Theotokópoulos, (1541-1614), qui a grandi dans le village. 
Il contient des copies d'œuvres et de documents associés au Greco. Le bâtiment d'origine était en ruine mais a été restauré à partir de 1982 grâce à une subvention du ministère grec de la culture. Le musée ouvre au public en 1998. 
Le village de Fódele est revendiqué comme le lieu de naissance du Greco, mais cela est contesté. Le musée prétend être le lieu de naissance du Greco.
Le musée historique de Crète à Héraklion, non loin de là, comprend deux œuvres originales du Greco, les seules œuvres originales de l'artiste, en Crète. 

## Source de la traduction
- (en) Cet article est partiellement ou en totalité issu de l’article de Wikipédia en anglais intitulé « Museum of El Greco » (voir la liste des auteurs).